# Sinus maxillaire
Le sinus maxillaire (ou antre de Highmore) est une cavité remplie d'air occupant presque toute l'épaisseur du corps du maxillaire à proximité de la cavité nasale.

## Description
Le sinus maxillaire forme une cavité pyramidale dans le corps du maxillaire. Son sommet se situe au niveau du processus zygomatique de l'os maxillaire et sa base forme la paroi nasale latérale au niveau du hiatus maxillaire. 
L'ouverture du hiatus maxillaire est réduite par : 
- le processus unciforme de l'os ethmoïde en haut,
- le processus ethmoïdal du cornet nasal inférieur en bas,
- la lame perpendiculaire de l'os palatin en arrière,
- une petite partie de l'os lacrymal au-dessus et en avant.

Le sinus maxillaire s'ouvre par la gouttière unciformienne
Entre la base et son sommet le sinus maxillaire présente quatre parois :
- la face antérieure ou jugale qui part de l'épine nasale antérieure en avant jusqu'à l'aplomb du processus zygomatique de l'os maxillaire,
- la face postérieure ou ptérygo-maxillaire qui se situe en arrière du processus zygomatique et dans laquelle passent les canaux alvéolaires,
- une face supérieure ou orbitaire qui contribue à la paroi inférieure de l' orbite,
- une face inférieure qui se prolonge par le processus alvéolaire.

C'est la plus grande cavité sinusale du corps humain avec un volume moyen d'environ 10 cm3. Il est situé sur le côté de la cavité nasale et sous l'orbite.
Pairs et symétriques, les sinus maxillaires se drainent dans les fosses nasales au niveau des méats moyens.

### Variations
Sa taille est variable chez l'adulte. Il peut s'étendre au processus zygomatique et au processus alvéolaire du maxillaire.
L'extension dans le processus alvéolaire du maxillaire peut amener les racines des molaires et même des prémolaires à se trouver juste sous le plancher du sinus ou même le traverser. Dans ce cas, les racines des dents sont généralement entourées d’une fine couche d’os, mais peuvent parfois se trouver directement sous la membrane muqueuse du sinus. 
La projection des racines dans le sinus maxillaire est plus fréquente à un âge avancé en raison de la résorption osseuse . Dans ce cas une extraction dentaire peut créer une fistule entre la cavité buccale et le sinus.

## Aspect clinique
Le sinus maxillaire peut être sujet à une inflammation ou à une infection entrainant une sinusite maxillaire.
Une communication physique anormale entre le sinus maxillaire et la bouche peut advenir et entrainer une sinusite.
Les causes qui peuvent entrainer cette communication sont : un traumatisme, une pathologie (tels que tumeurs ou kystes), une infection ou des dommages iatrogènes post-chirurgicaux (comme une extraction dentaire). 